# Mikira
El mikira (Miquira, Shuensampi, Suensampi) és una llengua cahuapana avui extingida que havia estat parlada a la vila de Maucallacta al riu Paranapura al nord del Perú. Està molt estretament relacionada amb el jebero.

## Llista de paraules
La llista de paraules mikira va ser recollida per l'explorador txec Enrique Stanko Vráz. En el moment de la recopilació de dades, la llengua i la tribu ja estaven gairebé extingides, i Vráz només havien trobat cinc cases al poble de Maucallacta. La llista de Vráz es va publicar posteriorment per Loukotka (1949)::59–61
| Francès (original)                     | Anglès (traduït)                 | Mikirá      |
| -------------------------------------- | -------------------------------- | ----------- |
| bande à cheveux                        | hair band                        | akča        |
| cannot                                 | canoe                            | nunga       |
| chauve-souris                          | bat                              | mašu        |
| chien                                  | dog                              | nini        |
| coq                                    | cock                             | guatadi     |
| crécelle                               | rattle                           | gingile     |
| crocodile                              | crocodile                        | tára        |
| eau                                    | water                            | íde         |
| écorce                                 | bark, skin                       | mapa        |
| feu                                    | fire                             | punga       |
| gourdin                                | club, cudgel                     | nara        |
| hamac                                  | hammock                          | taila       |
| lune                                   | moon                             | rúki        |
| maïs                                   | but                              | čiči        |
| manger                                 | eat                              | káki        |
| nuit                                   | night                            | rupiye      |
| ornement d’escarbots                   | scarab ornament                  | kurišundu   |
| ornement de roseau jaune               | yellow reed ornament             | pelantse    |
| ornement de plumages et d’os de dindon | turkey feather and bone ornament | tayatudlú   |
| ornement de grands fruits secs         | large dried fruit ornament       | pinganamuyu |
| pierre                                 | stone                            | napi        |
| poison de flèches                      | poison arrow                     | pišuaya     |
| singe                                  | monkey                           | kamuka      |
| soleil                                 | sun                              | kogua       |
| tête                                   | head                             | humato      |
| tête-trophée                           | trophy head                      | huma        |
| vêtement de femmes                     | women's clothing                 | pampayina   |
| vêtement fait de plumages de toucan    | clothing made of toucan feathers | kalinga     |
| viande                                 | meat                             | lulunga     |